# Флауэр, Энди
Энди (Эндрю) Флауэр (родился 28 апреля 1968 года) — зимбабвийский тренер по крикету и бывший игрок в крикет. Как игрок в крикет, он был капитаном национальной сборной Зимбабве по крикету и широко известен как один из величайших игроков всех времен. Он был «хранителем ворот» Зимбабве более 10 лет и по статистике является величайшим игроком с битой, который играл за страну. Во время своего пика с октября по декабрь 2001 года Флауэр был признан лучшим Тестовым игроком в мире. После выхода на пенсию он работал тренером английской команды по крикету с 2009 по 2014 год. Флауэр стал вторым иностранным тренером в истории команды. В настоящее время он является главным тренером «Мултан Султанз» в Пакистанской Суперлиге, «Сент-Люсия Кингз» в Карибской Премьер-лиге и «Лакхнау Супер Джайентс» в Индийской Премьер-лиге.
Под руководством Флауэра «Мултан Султанз» пришёл к первому в их истории плей-офф в сезоне 2020 года. «Султаны» финишировали первыми на этапе лиги, но в конечном итоге проиграли в предварительных матчах. Точно так же он привел «Zouks» к их первому выходу в финал CPL. Флауэр работал помощником тренера в Kings XI Punjab (теперь Punjab Kings) на IPL 2020 и 2021, прежде чем присоединиться к Lucknow Super Giants в качестве главного тренера. В июне 2021 года он был введен в Зал славы крикета ICC и стал первым зимбабвийцем, внесенным в Зал славы ICC.

## Игровая карьера
Флауэр родился в Кейптауне, ЮАР и, начиная со школьных лет в средней школе Oriel Boys и средней школе Vainona, большую часть своей карьеры играл вместе со своим младшим братом Грантом Флауэром. Он считается одним из лучших игроков с битой всех времен, наряду с такими игроками, как Адам Гилкрист, Кумар Сангаккара и Джефф Дуджон. Флауэр дебютировал на международной арене в игре One Day International против Шри-Ланки в Нью-Плимуте, Новая Зеландия, на чемпионате мира по крикету 1992 года. Хороший игрок с броском на вращение, он сделал 550 пробежек в серии Тестовых матчей против Индии в сезоне 2000/01. Он один из немногих игроков, забивших в Дебюте Столетия ODI, и стал первым игроком, забившим Дебюте Столетия ODI на чемпионате мира.
Флауэр сыграл 63 Тестовых матча за Зимбабве, набрав 4794 пробежек со средним показателем 51,54 и выиграв 151 перехватов и 9 «стампингов», а также 213 Однодневных Международных матчей, набрав 6786 пробежек при среднем показателе 35,34 и получив 141 перехватов и 32 «стампингов». Он является рекордсменом Зимбабве по количеству пробежек в карьере, наивысшему среднему результату в тестах и количеству пробежек в ODI.
Его совокупный результат 341 в первой Тестовой игре против Южной Африки в 2001 году.
Энди Флауэр также является единственным игроком, набравшим сто очков ODI в дебютном Чемпионате мира. У него также есть рекорд по количеству матчей (149), в которых он набрал свою вторую сотню очков в ODI после того, как он набрал сто в дебюте, когда он был только на 150-м месте в рейтинге ODI.

### Черная повязка
Ближе к концу своей карьеры Флауэр добился международного признания, когда он и его товарищ по команде Генри Олонга надели черные нарукавные повязки во время матча чемпионата мира по крикету 2003 года против Намибии в знак протеста против политики Роберта Мугабе .
Этот поступок привел к давлению со стороны правительства Зимбабве и уходу Флауэра из зимбабвийского крикета. Позже он играл во внутренних матчах за Эссекс и австралийские внутренние матчи за Южную Австралию .

## Тренерская карьера
7 мая 2007 года Флауэр был назначен помощником тренера сборной Англии, заменив Мэтью Мейнарда. Зимбабвиец присоединился к Питеру Мурсу и остальной команде для первого Тестового матча против «Вест-Индии» на стадионе Lord’s 17 мая 2007 года. После назначения на эту должность в совете ЕЦБ Флауэр, не сыгравший в том сезоне из-за травмы, закончил свои игры в Эссексе, завершив свою игровую карьеру.
15 апреля 2009 года, после Карибского турне Англии, в котором он был назначен временным директором команды после ухода Питера Мурса, он был назначен директором команды на полную ставку. Летом 2009 года, когда он был директором команды, Англия выиграла Ashes, обыграв Австралию в двух Тестовых матчах к одному. В мае 2010 года они выиграли турнир ICC World Twenty20 2010 в Вест-Индии. В ноябре — январе 2010/2011 годов Англия выиграла Ashes в Австралии со счетом три Тестовых матча к одному.
13 августа 2011 года Флауэр возглавил сборную Англии по крикету и они стали командой номер один в Тестовых играх играющих стран. 22 декабря 2011 года он был удостоен награды «Тренер года 2011» по версии BBC Sports Personality of the Year .
Он также успешно привел Англию к победе над Ashes в июле — августе 2013 года, выиграв Тестовую серию со счетом 3-0.
Серьезным ударом в его тренерской карьере стало поражение Австралии со счетом 5:0 в серии с Ashes с ноября по январь 2013—2014 годов. 31 января 2014 года Флауэр ушел с поста главного тренера, которую занимал пять лет. С марта 2014 года он продолжил свою работу в Совете по крикету Англии и Уэльса в качестве его «Технического директора по элитному коучингу», роль, которая включала наставничество тренеров английских графств и изучение передового опыта в коучинге и производительности в других организациях. С июля 2014 года он также был в качестве главного тренера команды England Lions, последний раз возглавлявший команду в туре ODI по ОАЭ в январе 2016 года. Позже в 2016 году он был назначен тренером команды Пешавар Залми.
В 2020 году он был назначен главным тренером Multan Sultans, St Lucia Zouks и помощником тренера Kings XI Punjab в IPL. В 2021 году он был назначен главным тренером «Лакхнау Супер Джайентс» .
В 2023 году он был назначен главным тренером Gulf Giants в Международной лиге T20 .

## Личная жизнь
Флауэр познакомился со своей женой Ребеккой, англичанкой, когда играл в Англии. У них трое детей. Он говорил о неблагоприятном влиянии времени, проведенного вдали от семьи, на его карьеру в крикет.
В 2013 году Daily Mirror сообщила, что Флауэр стал гражданином Великобритании.